# Ковдозеро (озеро, Суккозерское сельское поселение)
Ковдозеро — озеро на территории Суккозерского сельского поселения Муезерского района Республики Карелия.

## Общие сведения
Площадь озера — 10,5 км², площадь бассейна — 422 км². Располагается на высоте 177,8 метров над уровнем моря.
Форма озера лопастная. Берега озера сильно изрезанные, каменисто-песчаные, частично заболоченные.
С северо-запада и юго-востока в озеро впадают пять безымянных ручьёв, берущих начало из болот.
Через озеро протекает река Сун, впадая с восточной стороны озера и вытекая с юго-западной.
В озере расположены пять островов различной площади.
Код водного объекта в государственном водном реестре — 01040100211102000017548.